# Nymphon longicollum
Nymphon longicollum is een zeespin uit de familie Nymphonidae. De soort behoort tot het geslacht Nymphon. Nymphon longicollum werd in 1881 voor het eerst wetenschappelijk beschreven door Hoek. 